# Ethel Merman
Ethel Merman (Nova Iorque, 16 de janeiro de 1908 - 15 de fevereiro de 1984) foi uma atriz e cantora norte-americana. Conhecida principalmente pela voz potente e por seus papéis no teatro musical, ela chegou a ser considerada "a indiscutível primeira dama dos musicais." Entre os vários sucessos de imortalizados por Ethel Merman em musicais da Broadway estão "I Got Rhythm", "Everything's Coming up Roses", "Some People", "Rose's Turn", "I Get a Kick Out of You", "It's De-Lovely", "Friendship", "You're the Top", "Anything Goes" e "No Business Like Show Business", que mais tarde se tornaria uma de suas marcas registradas.